# Imerio Massignan
Imerio Massignan (Valmarana, 2 gennaio 1937 – Novi Ligure, 3 maggio 2024) è stato un ciclista su strada italiano.
Professionista dal 1959 al 1970, al Tour de France vinse una tappa, aggiudicandosi per due volte anche la classifica scalatori.
Il fratello minore, Enrico, fu anch'egli ciclista professionista.

## Biografia
Scalatore puro, soprannominato "gamba secca" per la sua caratteristica pedalata dovuta ad una gamba più corta dell'altra, esordì fra i professionisti al Giro d'Italia 1959. Sostenuto dall'imprenditore vicentino Tullio Campagnolo, fondatore dell'omonima ditta di componenti per bicicletta e inventore del cambio a deragliatore, si dimostrò subito un ottimo scalatore concludendo la manifestazione rosa al quinto posto, dietro a Charly Gaul, Jacques Anquetil, Diego Ronchini e Rik Van Looy. Al Giro di quell'anno si rese protagonista di un'azione sul Piccolo San Bernardo, dove riuscì a staccare tutti cedendo solo a Gaul.
Nel 1960 fu quarto al Giro d'Italia, dietro ad Anquetil, Gastone Nencini e Gaul. In quel Giro fu protagonista della prima ascesa del passo Gavia, che valicò per primo; fermato poi da ben quattro forature, non poté vincere la tappa e perse pure il podio (per tale prestazione e per la sfortuna che lo perseguì fu in seguito appellato "L'Angelo del Gavia". Gaul, invece, arrivò primo alla tappa, avendo forato solo due volte). Dopo il quarto posto al Giro d'Italia e un terzo posto al Tour de Romandie, esordì al Tour de France, corsa in cui chiuse decimo vincendo la classifica scalatori. Un altro piazzamento di rilievo giunse poi in agosto ai mondiali 1960 di Hohenstein, in Germania Orientale: qui concluse quarto in volata (primo degli italiani) dietro a Van Looy, André Darrigade e Pino Cerami.
Nel 1961 fu undicesimo al Giro d'Italia, mentre al Tour de France bissò la vittoria nella classifica scalatori, concludendo al quarto posto nella graduatoria generale. In quell'edizione della Grande Boucle conquistò anche la più prestigiosa delle sue vittorie in carriera, aggiudicandosi la tappa di Superbagnères, con arrivo in salita durante una bufera di neve. Nello stesso anno ottenne anche un secondo posto al Giro di Lombardia, battuto da Vito Taccone: nell'occasione fu uno dei pochi a non mettere piede a terra sul Muro di Sormano.
Fu poi secondo al Giro d'Italia 1962, a poco meno di 4 minuti dal vincitore Franco Balmamion, e poi settimo al Giro d'Italia 1963. Proprio nel 1963 fu colto da pesanti sintomi di nefrite, che lo costrinsero a terminare in anticipo la stagione e a saltare tutto il 1964. Nel 1965, tornato alle competizioni ma non ai livelli degli anni precedenti, rimase comunque uno dei migliori scalatori, capace di essere competitivo soprattutto nelle brevi gare a tappe. Riuscì a vincere una tappa alla Volta Ciclista a Catalunya e fu nono al Giro d'Italia.

## Palmarès
- 1959 (Legnano, una vittoria)

Bologna-Raticosa
- 1961 (Legnano, una vittoria)

16ª tappa Tour de France (Tolosa > Luchon/Superbagnères)
- 1965 (Ignis, una vittoria)

3ª tappa Volta Ciclista a Catalunya (Tarragona > Lleida)

### Altri successi
- 1960 (Legnano)

Classifica scalatori Tour de France
- 1961 (Legnano)

Classifica scalatori Tour de France
- 1962 (Legnano)

Criterium Lavis
- 1965 (Ignis)

Classifica a punti Volta Ciclista a Catalunya

## Piazzamenti

### Grandi Giri
- Giro d'Italia

1959: 5º
1960: 4º
1961: 11º
1962: 2º
1963: 7º
1965: 9º
1966: 19º
1967: 24º
1968: 29º
1969: 34º
- Tour de France

1960: 10º
1961: 4º
1962: 7º

### Classiche monumento
- Milano-Sanremo

1960: 34º
1961: 64º
1962: 75º
1963: 54º
1966: 62º
1968: 84º
1970: 145º
- Giro di Lombardia

1959: 21º
1960: 8º
1961: 2º
1962: 18º
1963: 18º
1965: 20º
1966: 13º
1967: 11º

### Competizioni mondiali
- Campionati del mondo

Karl-Marx-Stadt 1960 - In linea: 4º
Berna 1961 - In linea: 14º

## Riconoscimenti
- Premio Grandi Ex dell'Associazione Nazionale Ex Corridori Ciclisti nel 2007